# خانه لاله‌ای
خانه لاله‌ای این خانه متعلق به دوران پهلوی است و در خیابان ارتش جنوبی، کوچه‌ی صدر قرار دارد.  “آقای حاج حسین لاله‏” این خانه را از بانی و مالک اولیه به نام “فتح الله اوف” خریداری نموده و چند نسل در آن زیسته ‏اند. 
این بنا در دو طبقه با عرضه ۹۰۰ متر مربع و اعیانی ۶۰۰ مترمربع احداث گردیده است و مربوط به دوره پهلوی اولمی باشد.
قسمت اصلی بنا در سمت شمال قرار گرفته و دارای دو ورودی از طرف غرب و جنوب غربی است و بدنه شرقی و غربی حیاط آن، که درای حوض و باغچه است. طاق نماهای آجری دارد. ورودی به طبقه همکف، از طریق دو راهرو صورت می‌گیرد که درای یک اتاق مرکزی و دو اتاق جانبی است. در قسمت شمال آن نیز حیاط خلوت کوچکی ایجاد شده که نور فضاهای داخلی را تأمین می‌نماید. ارتباط به طبقه اولف از طریق راه پله کلاه فرنگی است. در مرکز طبقه اول نیز، تالاری بزرگ به همراه اتاق‌های جانبی دیگر قرار گرفته است.
نمای ساختمان دارای قاب‌بندی‌های آجری پرکار است و دو ایوان با ستون و سرستون‌های گچبری شده جلوه خاصی به آن بخشیده است.
به پاس خدمات مرحوم “یحیی ذکا” در حق تاریخ و مدنیت کشور ایران و منطقه‏ی آذربایجان و به ویژه تبریز و این که وی را می‌توان یکی از بنیانگذاران موزه در ایران نامید چون نقش بسزایی در برنامه‌ریزی و راه‌اندازی موزه‌های متعددی در تهران و دیگر شهرستان‌ها داشته است، این خانه تحت عنوان «دفتر پژوهش‌های تاریخی یحیی ذکا» بهره ‏برداری شده و مدارک و اسناد و کتب تاریخی متعلق به وی در این خانه به نمایش گذاشته شده است.
مالک فعلی بنا سازمان میراث فرهنگی میباشد
آدرس: خیابان ارتش جنوبی- کوچه صدر.